# Роча, Хуан Рамон
Хуан Рамон Роча (исп. Juan Ramón Rocha; род. 8 марта 1954, Санто-Томе, Корриентес) — аргентинский футболист и тренер.

## Карьера

### Игровая
Родился в Санто-Томе, провинция Корриентес (северо-восток Аргентины). Там же начал заниматься футболом, играя на детско-юношеском уровне за команды местной футбольной школы «Аванти», затем перешёл в «Ньюэллс Олд Бойз», где дебютировал на взрослом уровне. В 1970-х годах играл в Южной Америке: за «Ньюэллс Олд Бойз» и «Бока Хуниорс», а также колумбийский «Атлетико Хуниор», после чего перебрался в Европу и провёл 10 сезонов в греческом «Панатинаикосе», там же, в Греции, начал тренерскую карьеру.
В 1976—1977 годах провёл 3 официальных матча за сборную Аргентины.

### Карьера тренера
Сначала возглавлял клубы низших греческих дивизионов. В 1994 году принял «Панатинаикос», с которым дважды побеждал в чемпионате и кубке Греции, а также выигрывал суперкубок страны и доходил до полуфинала Лиги чемпионов. После раннего вылета из еврокубков-1996/97 и поражения от «Панахаики» в матче чемпионата Греции был уволен.
Затем тренировал ряд греческих команд (в том числе ненадолго вернулся в «Панатинаикос» в 1999 году), а также кипрский «Олимпиакос» из Никосии.
В ноябре 2012 года вновь возглавил «Панатинаикос» после нескольких лет работы в академии клуба (в 2012 году выиграл с одной из команд юниорское первенство Греции). В январе 2013 года покинул пост главного тренера и вернулся в отдел молодёжного футбола, являлся также скаутом клуба.
С сентября 2017 по апрель 2018 года — главный тренер польского «Руха» из Хожува. С августа 2019 года — главный тренер команды второй греческой лиги «Теспротос» из Игуменицы.

## Достижения
В качестве игрока
- Чемпион Аргентины: 1974 (Метрополитано)
- Финалист Кубка Либертадорес: 1979
- Чемпион Греции: 1983/84, 1985/86
- Обладатель Кубка Греции: 1981/82, 1983/84, 1985/86, 1987/88, 1988/89
- Полуфиналист Кубка европейских чемпионов: 1984/85

В качестве тренера
- Чемпион Греции: 1994/95, 1995/96
- Обладатель Кубка Греции: 1993/94, 1994/95
- Обладатель Суперкубка Греции: 1994
- Полуфиналист Лиги чемпионов: 1995/96